# Artemizija II. Karijska
Artemizija II. Karijska (grško starogrško Ἀρτεμισία: Artemisía) je bila sestra in žena karijskega satrapa Mavzola, katerega je po njegovi smrti leta 353 pr. n. št. nasledila na karijskem prestolu, * ni znano, † 350 pr. n. št.
Artemizijin oče  Hekatomen je bil ustanovitelj dinastije Hekatomnidov. 

## Življenje
Znana je predvsem zaradi neobičajnega načina žalovanja za svojim pokojnim možem (in bratom) Mavzolom. Po pisanju antičnih zgodovinarjev je dve leti po njegovi smrti vsak dan spila napitek, v katerega je primešala nekaj Mavzolovega pepela. Najslavnejše grške retorika je nagovarjala, da jo omenjajo v svojih govorih, svojemu možu pa je dala v Halikarnasu zgraditi veličastno grobnico, katero je Antipater iz Sidona razglasil za eno od sedmih čudes antičnega sveta. Mavzolova grobnica - mavzolej  je postal sopomenka za veličastno grobnico, zgrajeno običajno za pokojnega vladarja ali kakšno pomembno osebo.
Mavzol in Artemizija sta vladala kot satrapa (guverjerja) perzijske satrapije Karije. Ker je bila pozornost perzijskih cesarjev Artakserksa II. in Artakserksa III. usmerjena predvsem proti Egiptu, sta vladala dokaj samostojno in sta si brez težav prisvojila nekaj polisov v Egejskem morju.
Po Mavzolovi mrti je nadaljevala njegovo politiko podpiranja oligarhije na Rodosu, ki je sprožila neuspel rodoški poskus obleganja in osvojitve Halikarnasa.
Artemizija je vladala samo dve leti in leta 351 pr. n. št. umrla. Nasledil jo je brat Idriej, ki je bil poročen s svojo sestro Ado. 

## Mavzolej v Halikarnasu
Mavzolej v Halikarnasu sta zgradila arhitekta Satiros in Pitis. Visok je bil približno 42 m. Na vsakem pročelju je bilo po devet stebrov. Pročelja so krasili štirje kiparji:  Skopas (vzhod), Leokar (zahod), Briaksis (sever) in Timotej (jug). Po Artemizijini smrti se jim je pridružil kipar Pteron, ki je postavil streho v obliki stopničaste piramide s 24 stopnicami. Šesti umetnik, Pitij, je na vrh dodal kočijo s štirimi belimi konji. Artemizija je po osvojitvi Rodosa tam postavila svoj kip, ki so ga domačini imenovali Abaton. 